# رالف بوكانان
رالف بوكانان هو لاعب هوكي الجليد كندي، ولد في 28 ديسمبر 1922 في مونتريال في كندا، وتوفي في 24 أبريل 2005.

## وصلات خارجية
- رالف بوكانان على موقع دوري الهوكي الوطني (الإنجليزية)
- رالف بوكانان على موقع EliteProspects.com (الإنجليزية)
- رالف بوكانان على موقع HockeyDB.com (الإنجليزية)
- رالف بوكانان على موقع Hockey-Reference.com (الإنجليزية)